# Каблик, Жозефина
Жозефина Каблик (Josephine Ettel Kablick, иногда Kablikova; 1787—1863) — чешская первоисследовательница в области ботаники и палеонтологии. Коллекционировала образцы окаменелостей и растений для институтов Европы. Многие из окаменелостей и растений, которые она собрала, были названы в её честь.
Входит в число женщин, включённых в инсталляцию «Этаж наследия» Джуди Чикаго.